# Samoana bellula
Samoana bellula é uma espécie de gastrópode da família Partulidae.
É endémica da Polinésia Francesa. Eles eram abundantes em 1995, na ausência do caracol carnívoro Euglandina rosea, mas as suas populações diminuíram, fragmentando-se e ocupando os picos mais altos da região. Sem a introdução de Euglandina rosea, sua área de ocupação diminuiu por razões desconhecidas.